# Vencer la ausencia
Vencer la ausencia (lit. Vencer a Ausência) é uma telenovela mexicana produzida por Rosy Ocampo para TelevisaUnivision e foi exibida pela Las Estrellas de 18 de julho a 04 de novembro de 2022, substituindo La herencia e sendo substituída por Mi camino es amarte. É a quarta produção da franquia "Vencer".
É protagonizada por Ariadne Díaz, Mayrín Villanueva, David Zepeda, Danilo Carrera, Alejandra Barros e María Perroni e antagonizada por Alexis Ayala, Nailea Norvind, Mariluz Bermúdez, Marcos Montero e Laura Carmine e tem atuações estelares de Felipe Najera, Adriana Llabrés e Agustín Arana; e os primeiros atores Jesús Ochoa, Silvia Mariscal, David Ostrosky e Laura Luz e as participações especiais de Angelique Boyer, Mariana Garza e Paulina Goto.

## Enredo
A irmandade de quatro mulheres de diferentes origens é quebrada quando um acidente faz com que todas percam um ente querido. Depois de descobrir as causas do acidente, eles compartilharão um mistério doloroso. As quatro mulheres devem superar a ausência de seus entes queridos e resolver o luto para reconstruir suas vidas, recuperando a irmandade que as unia.

## Elenco
- Ariadne Díaz - Julia Miranda Chávez de Valdez[6]
- Mayrín Villanueva - Esther Noriega Luna[7]
- David Zepeda - Jerónimo Garrido[8]
- Danilo Carrera - Ángel Funes
- Alejandra Barros - Celeste Machado de Dueñas
- Alexis Ayala - Braulio Dueñas
- Jesús Ochoa - Rodolfo Miranda
- Mariana Garza - Margarita Rojo[9]
- María Perroni Garza - María del Rayo "Rayo" Rojo / María del Rayo "Rayo" Funes Rojo
- Nailea Norvind - Flavia Vilchis de Camargo
- Mariluz Bermúdez - Ana Sofia "Ana Sofí" Ordax
- Marcos Montero - Misael Valdez
- Laura Carmine - Lenar Ramírez de Garrido
- Felipe Najera - Máximo Camargo
- Silvia Mariscal - Doña Claudia Luna vda. de Noriega
- Adriana Llabrés - Mirna Funes
- David Ostrosky - Homero Funes
- Laura Luz - Tía Chepina Chávez de Miranda
- Agustín Arana - Donato Gil
- Fernanda Urdapilleta - Georgina "Gina" Miranda Chávez
- Andrés Vázquez - Iván Camargo Noriega
- Miguel Martínez - Erik Sánchez Vidal[10]
- Luca Valentini - Teodoro "Teo" Camargo Vilchis
- Daney Mendoza - Ebenezer Garrido Ramírez
- José Remis - Samuel "Sammy"
- Federico Porras - Adair Garrido Ramírez
- Arath Aquino - El Robin
- Mariano Soria - Daniel Valdez Miranda
- Eugenio Montessoro - Silvano Ordax
- Farid Caram - Ariel
- Bruno Mattar - Dennis Camargo
- Nicole Reyes - Matilde
- Angelique Boyer - Renata Sánchez Vidal
- Paulina Goto - Marcela Durán Bracho
- Horacio Castelo - Zachary
- Aaron Villarreal - Leonel
- Lessly Hernández - Cinthia
- Cristhian Delgadillo - Recua
- André Sebastián González - Iván Camargo Noriega (niño)

## Produção
A novela foi anunciada em 1º de novembro de 2021 durante a última semana de Vencer el pasado. Antes de seu anúncio, a pré-produção e os preparativos para o roteiro de entrega estavam sendo realizados desde setembro de 2021, com a equipe de roteiristas liderada por Pedro Armando Rodríguez, juntamente com Gerardo Pérez, Alejandra Romero, Humberto Robles e Luis Mateos. juntamente com as filmagens ao ar livre em 5 de abril de 2022. A claquete oficial juntamente com o início das filmagens no fórum ocorreu em 19 de abril de 2022 no fórum 9 da Televisa San Ángel. A entrega é novamente dirigida por Benjamín Cann e Fernando Nesme, ao lado de Manuel Barajas e Alfredo Mendoza como responsáveis pelas câmeras e fotografia. A novela foi apresentada em 17 de maio de 2022, na TelevisaUnivision antecipada para a programação da temporada 2022-23.

## Audiência
| Horário             | # Eps. | Estreia             | Estreia           | Final                  | Final           | Posição | Temporada | Classificação geral |
| Horário             | # Eps. | Data                | Primeiro capítulo | Data                   | Último capítulo | Posição | Temporada | Classificação geral |
| ------------------- | ------ | ------------------- | ----------------- | ---------------------- | --------------- | ------- | --------- | ------------------- |
| Segunda—Sexta 20h30 | 80     | 18 de julho de 2022 | 3.3               | 04 de novembro de 2022 | 3.6             | #1      | 2022      | 3.02                |

Em seu primeiro capítulo foi vista por 3.3 milhões de espectadores, sendo a atração mais vista do dia. Em seu quinto capítulo, foi vista por apenas 2.7 milhões de espectadores seu pior índice até então. No capítulo do dia 10 de outubro bateu um novo recorde alcançando 3.5 milhões de espectadores. No último capítulo exibido no dia 4 de novembro bateu um novo recorde de audiência, visto por mais de 3.6 milhões de espectadores.